# Jaskinia Jasowska

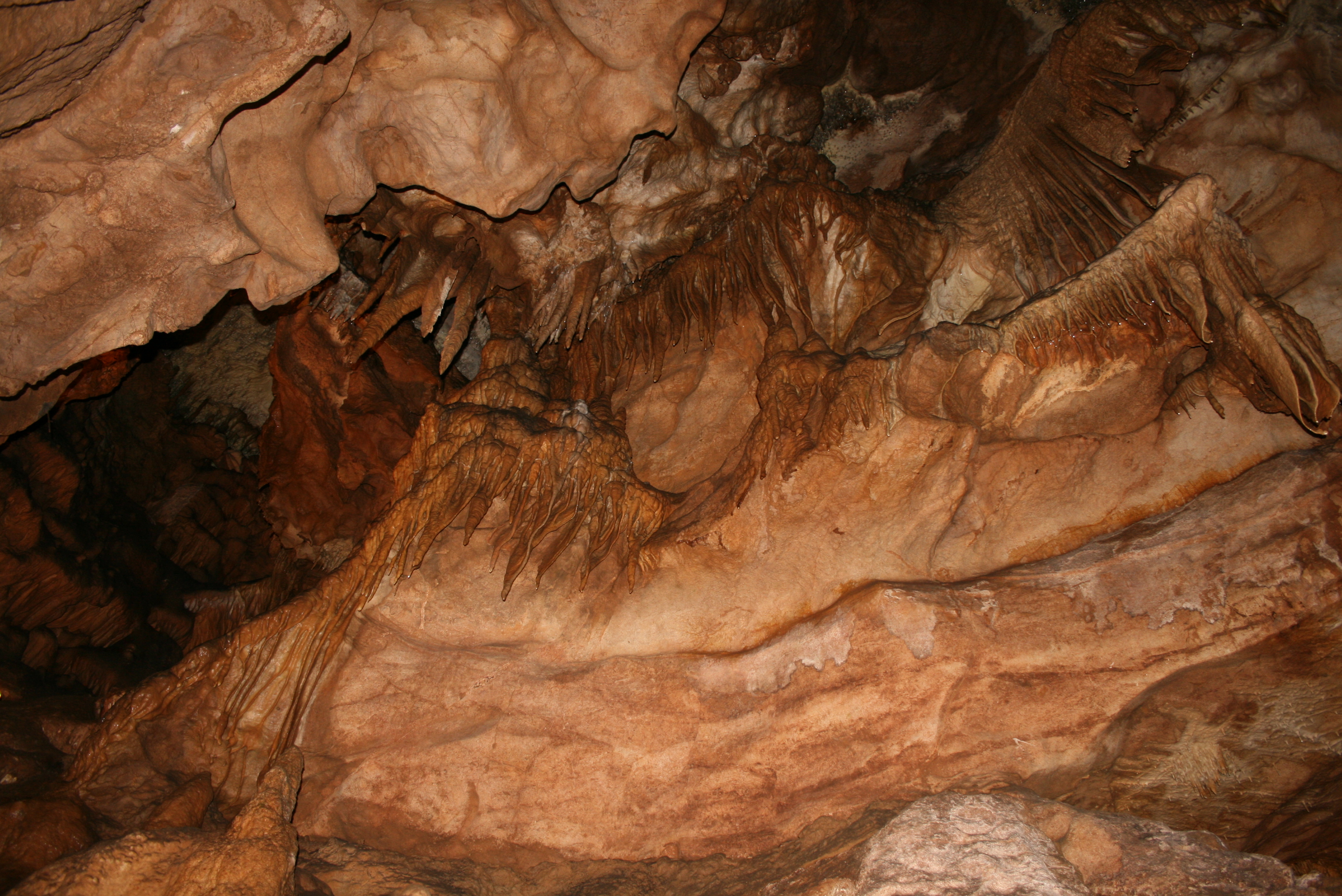
Jaskinia Jasowska

Jaskinia Jasowska (słow. Jasovská jaskyňa) – jaskinia krasowa na pograniczu północno-wschodniego skraju Krasu Słowacko-Węgierskiego i Kotliny Koszyckiej na Słowacji. Leży na terenie wsi Jasov (tuż na południe od centrum jej zabudowy) w powiecie Koszyce-okolice w kraju koszyckim. Jest udostępniona turystom.
Jaskinia Jasowska należy do najbardziej znanych jaskiń Parku Narodowego Kras Słowacki. Słynna jest głównie z bogatej szaty naciekowej, interesującej rzeźby i genezy podziemnych sal i korytarzy, a także z występowania wielu gatunków nietoperzy, cennych znalezisk archeologicznych oraz z bogatej historii.

## Położenie jaskini
Jaskinia mieści się w wapiennym masywie Białej Skały koło Jasova. Jej sztucznie wykonane wejście znajduje się na prawym brzegu doliny Bodvy na wysokości 256 m n.p.m., natomiast otwór naturalny (dziś służący jako wyjście) na wysokości 286 m n.p.m. Jaskinia ma długość 3 494 m i deniwelację 55 m. Jaskinia leży w granicach rezerwatu przyrody Jasovské dubiny.

## Geneza i morfologia jaskini
Jaskinia powstała w szarych wapieniach tzw. guttensteinskich oraz jasnych wapieniach i dolomitach tzw. steinalmskich, pochodzących ze środkowego triasu. Składa się z licznych, przestronnych korytarzy rozwiniętych w pięciu poziomach. Powstały one głównie dzięki erozyjnej działalności rzeki Bodvy, która kiedyś przepływała przez jaskinię. Najstarszy jest poziom górny. Kolejne poziomy powstawały z czasem coraz niżej, wraz z obniżaniem się koryta Bodvy.
Temperatura w jaskini waha się w granicach od 8,8 do 9,4 °C. Wilgotność względna, wynosząca 90 - 98 %, praktycznie sterylna atmosfera oraz zawartość w wodzie i powietrzu wielu pierwiastków rzadkich i śladowych powodują, że wydzielona część jaskini od 1995 r. wykorzystywana jest do speleoterapii.

## Fauna jaskini
W jaskini znajdowano liczne szczątki zwierząt dawniej ją zamieszkujących, jak kości niedźwiedzia jaskiniowego (Ursus spelaeus) i hieny jaskiniowej (Crocuta spelaea). Szczególnie liczne nagromadzenie kości niedźwiedzi, w tym całe szkielety, znaleziono w nanosach iłowych, w których został przekopany tzw. Korytarz Niedźwiedzi.
Obecnie jaskinia jest znanym stanowiskiem występowania nietoperzy. Stwierdzono w niej obecność 19 gatunków nietoperzy (z 24 gatunków występujących na Słowacji), przebywających tam głównie zimą. Najczęściej występują podkowiec duży i podkowiec mały. Jaskinia jest jednym z najważniejszych zimowisk podkowców wielkich na terenie Słowacji. Z drobnych bezkręgowców występują tu studniczki, skoczogonki, a także unikalny pajęczak Eukoenenia spelaea.

## Historia poznania i badań jaskini
W czasach nowożytnych jaskinię prawdopodobnie odkrył jeszcze w XII w. jeden z zakonników zakonu premonstratensów w Jasovie. Później jaskinia - jej część pozbawiona wystroju naciekowego zwana Jadalnią (słow. Jedáleň) - służyła okolicznym mieszkańcom i mnichom jako miejsce schronienia w czasach najazdów tatarskich, zagrożenia tureckiego itp. Na ścianach jaskini zachowało się wiele starych napisów i rysunków. Napis z roku 1452, wykonany szwabachą w tzw. Sali Husyckiej, odkryty w 1923 r., mówi o zwycięstwie oddziałów Jana Jiskry nad wojskami regenta Węgier Jana Hunyadyego w bitwie pod Łuczeńcem (1451). Data 1576 w Sali Nietoperzy (słow. Dóm netopierov) świadczy, że niektóre głębsze części jaskini znane były już w XVI w.  W jaskini znaleziono m.in. sztylet z rzeźbionym zdobieniem, który prawdopodobnie pochodzi z czasów ekspansji tureckiej w XVI-XVII w.
Pomimo wielowiekowej świadomości o istnieniu jaskini przez długi czas nie prowadzono w niej żadnych regularnych badań, których wyniki byłyby odzwierciedlone w fachowej literaturze. Pierwszy plan jaskini wykonał w 1846 r. w ramach prac związanych z zamiarem jej udostępnienia (p. niżej) inżynier Pribil. Plan miał zostać przedstawiony w Koszycach zainteresowanym jaskinią węgierskim przyrodnikom. Jednak gwałtowne podniesienie się poziomu wody w jaskini na dłużej uniemożliwiło jej badanie. Jako pierwszy szczegółowy opis jaskini opublikował w roku 1857 lekarz i przyrodnik z Rożniawy Antal Kiss. Podał on obszerny opis szeregu sal i korytarzy oraz ich szaty naciekowej. Przytoczył obserwacje geologiczne, dotyczące atmosfery jaskini (temperatura, ciśnienie) oraz flory i fauny jaskiniowej. Do publikacji dołączył plan jaskini.
Jaskinia Jasowska jest jedną z najdawniej znanych i wykorzystywanych przez człowieka jaskiń z terenu dzisiejszej Słowacji. Świadczą o tym liczne znaleziska archeologiczne z paleolitu (kultura oryniacka), neolitu (kultura bukowogórska) i epoki żelaza (kultura halsztacka), a także z młodszych czasów.
Pierwsze badania archeologiczne i paleontologiczne we wstępnych częściach jaskini wykonali w 1878 r. E. Nyáry i A. Tallóczy. Dalszy etap badań speleoarcheologicznych miał miejsce w 1916 r. Wówczas to geolog dr. T. Kormos wraz ze współpracownikami odkryli liczne fragmenty ceramiki, zaliczone do kultury bukowogórskiej i pilińsko-kyjatyckiej, przedmioty z brązu i wiele materiału osteologicznego.

## Dzieje udostępniania turystycznego

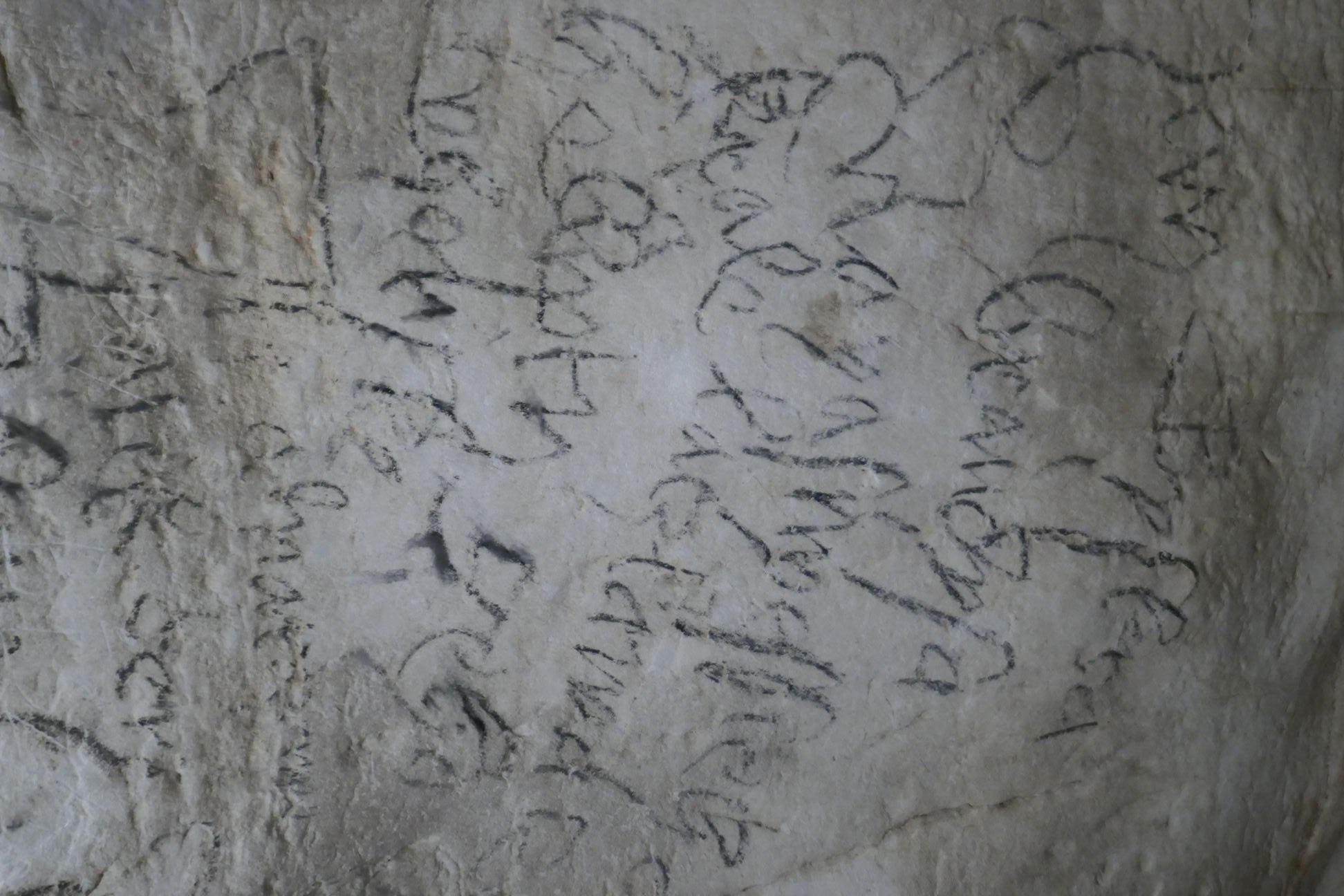
Fragment napisu z 1452 r.

Inicjatywa udostępnienia jaskini dla zwiedzających wyszła w 1846 r. od ówczesnego przełożonego klasztoru premonstratensów w Jasovie, A. Richtera. Dzięki temu Jaskinia Jasowska stała się pierwszą turystycznie udostępnioną jaskinią na terenie dzisiejszej Słowacji. Zainteresowanie jaskinią było wówczas jednak niewielkie, a podniesienie się poziomu wód tak utrudniło jej zwiedzanie, że wkrótce popadła ona w zapomnienie.
Po szeroko zakrojonych badaniach, prowadzonych przez żołnierzy garnizonu w Moldavie nad Bodvou pod kierunkiem Júliusa Zikmunda i odkryciu większości najbardziej interesujących komór i korytarzy zmodernizowano trasę turystyczną i w 1924 r. otwarto ją dla zwiedzających. Od 1926 r. jaskinia posiada oświetlenie elektryczne. Od 1929 r. była ona pod zarządem Klubu Czechosłowackich Turystów, który w 1931 r. wybił nowe, dzisiejsze dolne wejście i uprzystępnił odcinek zwany Bludisko. W czasach Pierwszej Republiki Słowackiej (1939-1945) jaskinia ponownie znalazła się w gestii jasowskiego klasztoru.

## Zwiedzanie jaskini

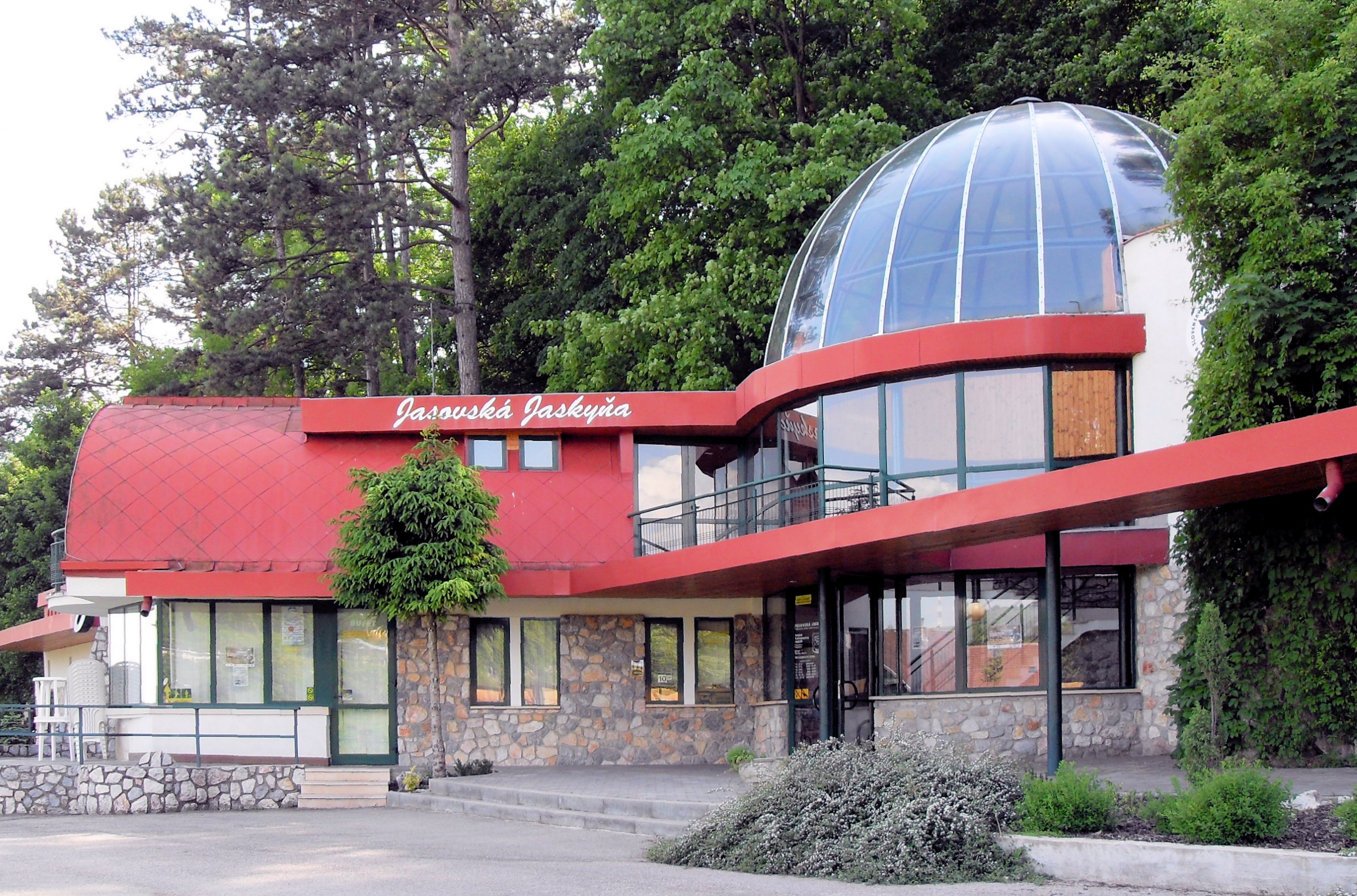
Jaskinia Jasowska - pawilon wejściowy

Jaskinia jest czynna od 1 kwietnia do 31 października. Dla turystów udostępniono odcinek korytarzy o długości 550. Długość trasy zwiedzania (w formie pętli) wynosi 720 m, czas zwiedzania ok. 45 min.
Jaskinia Jasowska należy do najmniej licznie odwiedzanych słowackich jaskiń. W 1979 r. była najrzadziej odwiedzaną turystycznie udostępnioną jaskinią na Słowacji: odwiedziło ją jedynie 9 350 osób (z tego 1664, tj. ok. 18 % turystów zagranicznych). W latach 1996-2005 odwiedzało ją rocznie średnio ok. 18,4 tys. osób, natomiast w latach 2011-2019 rocznie średnio ok. 17,3 tys.. W ostatnim ćwierćwieczu największą liczbę zwiedzających zanotowano w roku 1997 (ok. 22,5 tys.).

## Ochrona jaskini
Jaskinia chroniona jest jako narodowy pomnik przyrody. W 1995 r. w ramach bilateralnego słowacko-węgierskiego programu pod nazwą "Jaskinie Krasu Węgierskiego (Aggtelek) i Krasu Słowackiego" została wpisana na Listę Światowego Dziedzictwa Kulturalnego i Przyrodniczego UNESCO.